# Солотвинська селищна територіальна громада (Івано-Франківська область)
Солотвинська селищна громада — територіальна громада в Україні, в Івано-Франківському районі Івано-Франківської області. Адміністративний центр — селище Солотвин.
Площа громади — 377,6 км², населення — 26 207 осіб (2020).

## Населені пункти
У складі громади 1 селище (Солотвин) і 11 сіл:
- Бабче
- Богрівка
- Гута
- Кривець
- Кричка
- Манява
- Маркова
- Монастирчани
- Пороги
- Раковець
- Яблунька